# Tetragoneura lanfrancoae
Tetragoneura lanfrancoae är en tvåvingeart som beskrevs av Duret 1984. Tetragoneura lanfrancoae ingår i släktet Tetragoneura och familjen svampmyggor. Inga underarter finns listade i Catalogue of Life.